# نازير اللي
نازير اللي (بالإنجليزية: Nazeer Allie)‏ (23 مايو 1985 بكيب تاون في جنوب أفريقيا - ) هو لاعب كرة قدم جنوب أفريقي في مركز الظهير. شارك مع منتخب جنوب أفريقيا لكرة القدم. أما مع النوادي، فقد لعب مع أياكس كيب تاون.

## روابط خارجية
- نازير اللي على موقع قاعدة بيانات كرة القدم.إي يو (الإنجليزية)
- نازير اللي على موقع ناشيونال فوتبول تيمز (الإنجليزية)
- نازير اللي على موقع Soccerway.com (الإنجليزية)